# ABC汤
ABC汤（英語：ABC Soup）是一种在馬來西亞和新加坡的华人社区广受欢迎的家常汤品。ABC汤通常以胡萝卜、马铃薯、番茄、猪排骨或鸡骨为主料炖煮而成，汤汁清甜可口。

## 名称来源
ABC汤是馬來西亞和新加坡当地家常料理。关于其汤名的由来主要有两种说法：一说因其主要食材分别富含維生素A（胡萝卜）、维生素B（马铃薯）和维生素C（番茄），因此得名“ABC汤”；另一说是该汤做法简单、材料常见，“做ABC汤就像ABC一样简单”，故以此命名。

## 食材与做法
ABC汤的主要食材包括胡萝卜、马铃薯、番茄、洋蔥、猪排骨或鸡骨，也可加入玉蜀黍、榨菜、红枣等配料。烹调方式简单，将所有食材洗净切块后放入锅中，加水至略微覆盖食材，煮沸后转小火慢炖一至两小时。炖煮过程中撇去浮沫，出锅前以盐、胡椒和酱油调味，即可食用。